# اندری انیشچنکو
اندری انیشچنکو (اوکراینی: Андрій Анатолійович Аніщенко؛ زادهٔ ۱۶ آوریل ۱۹۷۵) بازیکن فوتبال اهل اوکراین است.
از باشگاه‌هایی که در آن بازی کرده‌است می‌توان به باشگاه فوتبال کریفباس کریفیی ریه، باشگاه فوتبال کریلیا سووتوف سامارا، و باشگاه فوتبال متالیست خارکوف اشاره کرد.